# Val Clavalité
La Val Clavalité è una valle laterale della Valle d'Aosta del versante envers, posta interamente nel comune di Fénis, sulla destra orografica della Dora Baltea, incuneata tra la valle di Cogne ed il Vallone di Champdepraz.

## Caratteristiche
La valle termina con il colle di Fénis che la mette in comunicazione da una parte con la valle di Champorcher e dall'altra con la val di Cogne. La Punta Tersiva (3513 m s.l.m.) domina la piana e tutta la valle. Probabilmente in passato vi erano alcune miniere utilizzate per l'estrazione di metalli. Alcuni documenti storici preromani parlano addirittura di una sviluppata rete di strade lastricate. La Val Clavalité è l'unico luogo della Valle d'Aosta ad ospitare un piccolo giacimento di salgemma.

## Accesso
Per raggiungerla, partendo dal capoluogo (Chez-Sapin) di Fénis, si percorre la strada asfaltata da Misérègne fino a un piazzale sterrato in località Cerise, dal quale si può proseguire soltanto a piedi. Da questo punto si prosegue per circa 200 metri in piano finché non si arriva in un punto dal quale si può ammirare il panorama di buona parte della piana di Clavalité (1500 m s.l.m.). Dopo un breve tratto in discesa si raggiunge la piana dalla quale partono i numerosi sentieri.

## Monti

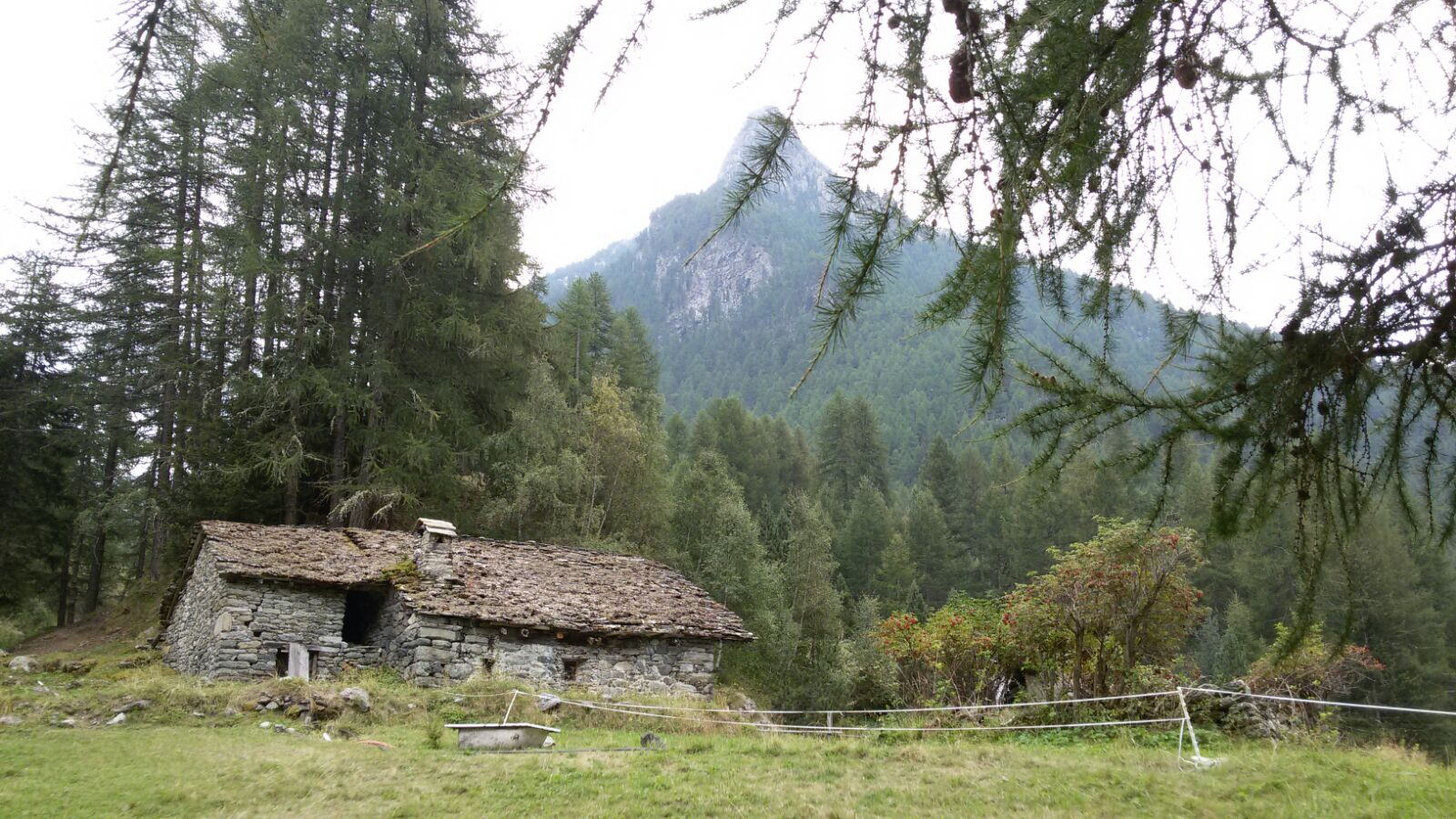
Vista dell'alta val Clavalité

Le montagne principali che contornano la valle sono:
- Punta Tersiva - 3.513 m
- Punta Tessonet - 3.264 m
- Mont Glacier - 3.186 m
- Mont Rafray - 3.146 m
- Mont Dela - 3.139 m
- Torre Ponton - 3.101 m
- Grand Avert - 2.991 m
- Pointe de Plan-Rué - 2.881 m
- Pointe Charmontane - 2.683 m
- Mont Corquet - 2.530 m

## Il bivacco Egidio Borroz
Il 15 luglio 2006 nella valle fu inaugurato il bivacco Egidio Borroz, intitolato all'omonimo consigliere comunale in carica dal 1990 al 1995.
Il bivacco, situato a circa 2150 m s.l.m. si trova in una posizione strategica sulla rete sentieristica chiamata Percorso dei laghi e costituisce un punto di partenza per le escursioni sul Monte Tersiva e Mont Glacier.